# Sankt Michaelis Kirke (Slesvig)
Sankt Michaels Kirke (også Sankt Mikkels Kirke) var en kirke i Slesvig by placeret på Mikkelsbjerg nord for Slesvigs indre by og Lolfod. Kirken var tidligere Sønderjyllands eneste rundkirke. Bygningen var omgivet af Sankt Michaelis Kirkegård. Den forhenværende kirke er navngivende for Michaelis Sogn i Slesvigs omegn.

## Historie
Kirken nævnes allerede i 1100-tallet som Michaelis Kirke paa Bjerget. Den romanske kirke blev opført som rundkirke på en bakke overfor byens centrum, hvorfra et af byens forsvarsværker (Friservirke) strakte sig hen imod Polérdam. Kirkens byggemateriale var overvejende vulkansk tufsten fra Rhinland, men buer, piller og enkelte detaljer var af granit og apsis iblandet teglsten, hvilket betyder, at den er ommuret i den senere middelalder.
I 1856 blev kirken opmålt og beskrevet af arkitektur-tegneren Heinrich Hansen og kunsthistorikeren Jacob Helms til første udgave af Traps Danmark. Kirkens cirkelrunde midtparti har været omgivet af tolv runde ved buer forbundne søjler. Udenom løb en lavere sidegang (lavkirke), der var dækket med hvælvinger. Over sidegangen fandtes en anden etage med store rundbuede galleri-åbninger imod midtpartiet. Kirken blev senere flere gange ombygget og omdannet. I 1643 lod hertug Frederik 3. af Gottorp kirken udvide med en firekantet tilbygning mod vest og forsyne med et spir. En del af de runde udemure forsvandt og fire vestlige piller måtte fjernes. 
Af kirkens tre klokker havde den største tidligere tilhørt Rørbæk Kirke på den oversvømmede nordfrisiske ø Strand. Klokken blev omstøbt i 1694. Altertavlen med et maleri af Kristi Himmelfart var fra 1790, orgelet fra 1735. I lavkirkens nordside fandtes et romansk løve-kapitæl. Kapitælet havde oprindelig haft sin plads ved kirkens indgang.
I løbet af 1800-tallet forfaldt kirken og blev efter 1870 reves ned. På stedet byggedes senere en ny kirkebygning i tysk stil, som i 1971 også blev revet ned. På stedet findes nu et menighedshus. Udgravningerne i 1900-tallet afdækkede og dokumenterede rundkirkens gamle grundplan. Der afdækkedes to kreds-fundamenter: Et ydre, svarende til kirkens ydermur, og et indre, der må have båret søjlekredsen. Den gamle kirkegård omkring Sankt Michaelis Kirken blev planeret, tilbage er kun få danske soldatergrave fra 1. Slesvigske Krig. 
Det er uklart, om den forhenværende rundkirke stod i en nærmere forbindelse med det 1192 ophævede Sankt Michaelis Kloster. Munkene fra klosteret blev i 1191 overført til Langsøen ved Isted, hvor de på en lille fremspringende odde opførte det nye Guldholm Kloster. Måske har kirken indtil da været klosterkirke. Den tidligere klosterbygning selv formodes nord for kirken.

## Galleri
- Sankt Michaelis Kirke (t. v.) som oprindelige rundkirke på et prospekt fra 1536
- Det nuværende menighedshus
- Den gamle kirkegård på Mikkelsbjerg (Sankt Michaelis Kirkegård) blev planeret, kun de danske soldatergrave er tilbage
- Dansk mindesmærke fra 1. Slesvigske Krig beliggende nord for menighedshuset
- Danske soldatergrave fra den tidligere kirkegård

54°31′6.74″N 9°33′56.96″Ø / 54.5185389°N 9.5658222°Ø